# Weingut Julius Ferdinand Kimich
Das Weingut Julius Ferdinand Kimich in der pfälzischen Kleinstadt Deidesheim ist ein Anwesen, das nach dem Denkmalschutzgesetz des Landes Rheinland-Pfalz als Kulturdenkmal klassifiziert ist. Sein Gutshaus ist eines der wenigen Häuser im Stile des Klassizismus in Deidesheim.

## Geschichte
An der Stelle des heutigen Gutshauses stand früher das Gasthaus „Zum Löwen“. Während des Ersten Koalitionskrieges, am 24. Mai 1794, kam es in Deidesheim zum Straßenkampf zwischen preußischen und französischen Truppen; eine Brandgranate, die wohl das nordöstlich liegende von Radenhausensche Anwesen treffen sollte, flog zu weit und traf Gasthaus „Zum Löwen“, das abbrannte. Der letzte Löwenwirt Paul Kaub ließ die Ruine nicht wieder aufbauen, sondern versteigerte diese am 18. März 1814 an Andreas Kimich. Dieser ließ das Gutshaus mit der Doppelfreitreppe erbauen. Heute bewirtschaftet die Familie Arnold, die in die Familie Kimich eingeheiratet hat, das Gut.

## Anwesen

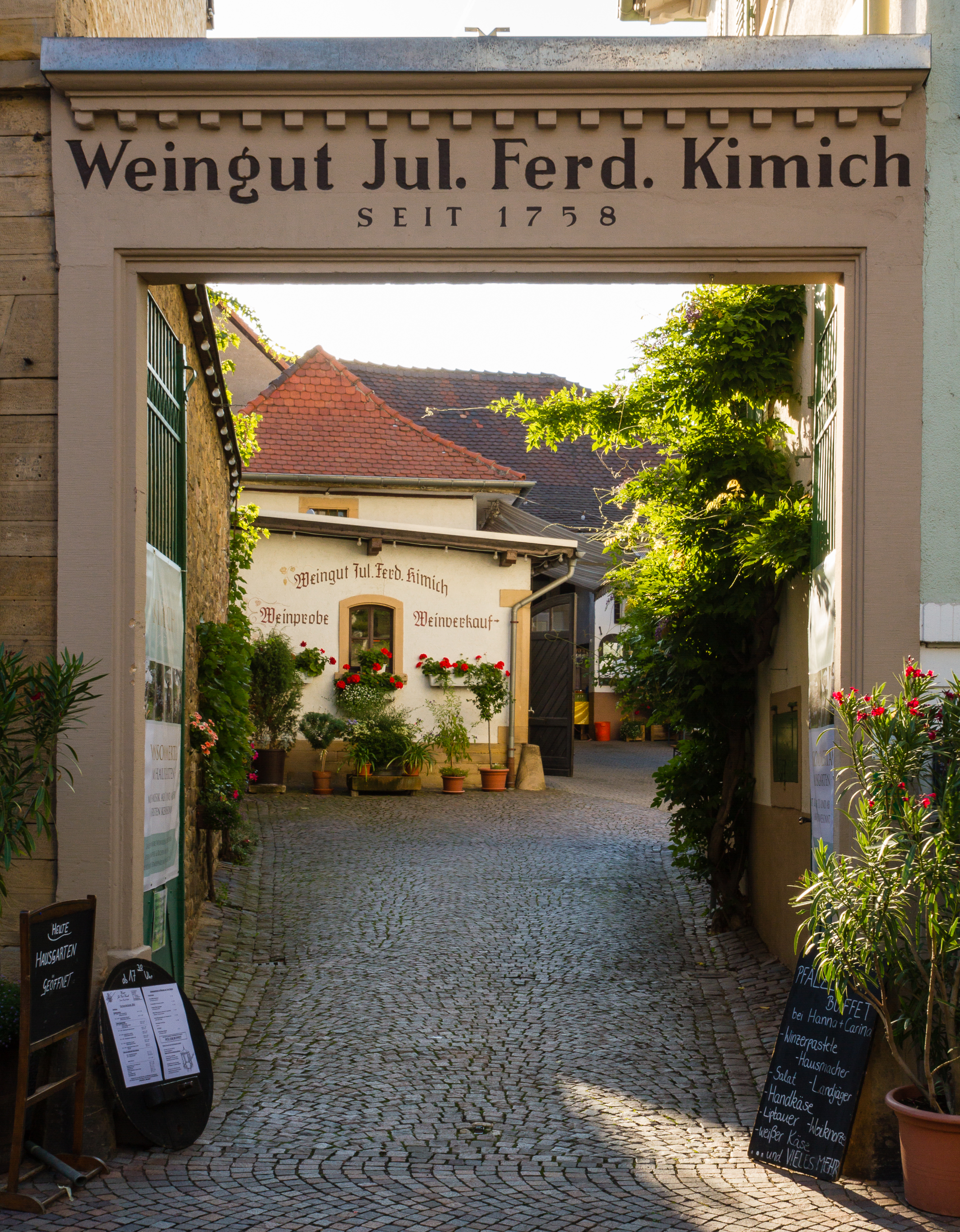
Einfahrt zum Hof

Das 1816 errichtete großvolumige Wohnhaus ist ein zweigeschossiger Putzbau im Stile des Spätklassizismus, der an der Deutschen Weinstraße im historischen Stadtkern Deidesheims liegt. Zu dessen Haupteingang an der Weinstraße gelangt man über eine zweiarmige Freitreppe aus Sandstein. Der Mittelteil des Gebäudes ist als flacher Risalit ausgebildet und von einem Frontispiz bekrönt. Die Nebengebäude, die um den Innenhof herum gruppiert sind, stammen aus dem 18. bzw. 19. Jahrhundert, sind aber zwischenzeitlich baulich verändert worden. In den Hof gelangt man durch ein Tor aus Sandstein, dessen metallene Türflügel aus dieser Zeit stammen. Im Garten, der sich Richtung Grottenmauergasse anschließt, steht ein achteckiger, eiserner Pavillon aus der Zeit um 1870/1880. Die Gartenmauer zur Grottenmauergasse hin stammt aus dem 18. Jahrhundert.